# Djur & människor
Djur & människor är ett studioalbum av Kristian Anttila, utgivet 4 april 2012 via National. Albumet innehåller singlarna Hisingen - Manhattan och Vykort från ingenstans.
Albumet är producerat, inspelat, mixat och mastrat av Kristian Anttila. Jukka Rintamäki från Silverbullit har bidragit med syntar, kör och samplingar som är inspelade av honom själv.

## Mottagande
Djur & människor blev väldigt dåligt mottaget, så pass att Anttila gick in i en depression och slutade spela med sitt band för att istället satsa på en akustisk turné som han fortsatte med i många år. Dock gav ett antal bloggar och Corren albumet ett ganska högt betyg.

## Låtlista
På samtliga spår är text och musik skriven av Kristian Anttila. Arrangemang är av Kristian Anttila, Johan Häglund, Fredrik Kurzawa, Petter Seander och Jukka Rintamäki.
| Nr           | Titel                  | Längd |
| ------------ | ---------------------- | ----- |
| 1.           | Hisingen - Manhattan   | 4:01  |
| 2.           | Bitar                  | 3:35  |
| 3.           | Igelkottklubben        | 3:47  |
| 4.           | Vykort från ingenstans | 3:50  |
| 5.           | Kyrkogårn              | 4:21  |
| 6.           | Moln för moln          | 5:47  |
| 7.           | Röd Corvette           | 4:10  |
| 8.           | Djur & Människor       | 6:58  |
| Total längd: | Total längd:           | 36:34 |

## Medverkande
- Kristian Anttila - sång, gitarr, synth, programmeringar, övrigt
- Johan Häglund - trummor
- Fredrik Kurzawa - gitarr
- Petter Seander - bas
- Fredrik Brisheim - kör
- Nils Dahl - piano, orgel
- Daniel Ekborg - trumpet
- San Jansson - kör
- Charlotta Nyman - sång
- Pablo Rautenberg - kör
- Jukka Rintamäki - synth, gitarr, programmeringar, kör
- Frida Sjöstam - sång
- Strand - omslag
- Andrew Amorim - foto[6]